# Vechernyy Hill
Der Vechernyy Hill (englisch; russisch Гора Вечерняя Gora Wetschernjaja, deutsch ‚Abendberg‘) ist ein Hügel im ostantarktischen Enderbyland. Er ragt am östlichen Ende der Thala Hills auf.
Luftaufnahmen entstanden 1956 im Rahmen der Australian National Antarctic Research Expeditions und 1962 bei einer sowjetischen Antarktisexpedition. Teilnehmer letzterer Forschungsreise benannten ihn. Das Antarctic Names Committee of Australia übertrug diese Benennung in einer transkribierten Teilübersetzung ins Englische.